# جنسن بیچ (فلوریدا)
جنسن بیچ (به انگلیسی: Jensen Beach) یک منطقهٔ مسکونی در ایالات متحده آمریکا است که در شهرستان مارتین، فلوریدا واقع شده‌است. جنسن بیچ ۱۱٬۷۰۷ نفر جمعیت دارد و ۲ متر بالاتر از سطح دریا قرار دارد.